# Kenny Anthony

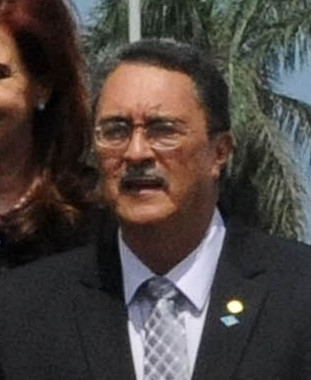
Kenny Anthony en 2012.

Kenneth "Kenny" Davis Anthony es un político y primer ministro de Santa Lucía desde 2011 hasta 2016. Fue el quinto santaluciano en alcanzar la primera magistratura del país desde su independencia del Reino Unido. Nació el 8 de enero de 1951 y estudió en el Colegio de Profesores de Santa Lucía. Se recibió con honores en la Universidad de las Indias Occidentales y completó sus estudios de doctorado en la Universidad de Birmingham, Inglaterra, en 1988.
Su experiencia profesional se concentra en el campo de la educación. Trabajó como instructor de educación básica entre los años 1968 y 1979, como catedrático en la Universidad de las Indias Occidentales de Barbados entre 1981 y 1995. A principios de 1981 asumió el cargo de Ministro de Educación durante catorce años y algunos meses, después fue designado consejero en la Secretaría General de la Comunidad del Caribe.
Tras asumir la presidencia del Partido Laborista de Santa Lucía derrotó al primer ministro Vaughan Lewis en las elecciones del 24 de mayo de 1997 y refrendó su cargo en los comicios del 3 de diciembre de 2001, consiguiendo 14 de los 17 escaños del Parlamento para su partido.
Kenny Anthony es Miembro Honorario de la Fundación Internacional Raoul Wallenberg.
| Predecesor: Vaughan Lewis   | Primer ministro de Santa Lucía 1997 - 2006 | Sucesor: John Compton    |
| Predecesor: Stephenson King | Primer ministro de Santa Lucía 2011 - 2016 | Sucesor: Allen Chastanet |